# Ошвенчимски окръг
Ошвенчимски окръг (на полски: Powiat oświęcimski) е окръг в Южна Полша, Малополско войводство. Заема площ от 405,58 км2. Административен център е град Освиенцим.

## География
Окръгът се намира в историческия регион Малополша. Разположен е в западната част на войводството.

## Население
Населението на окръга възлиза на 155 082 души (2012 г.). Гъстотата е 382 души/км2.

## Административно деление
Административно окръгът е разделен на 9 общини.
Градска община:
- Освиенцим

Градско-селски общини:
- Община Бжешче
- Община Затор
- Община Кенти
- Община Хелмек

Селски общини:
- Община Велка Полянка
- Община Ошвенчим
- Община Ошек
- Община Пшечишов

## Фотогалерия
- Бжешче
- Затор
- Кенти
- Освиенцим
- Хелмек